# 四大发明

2世紀中國造紙的五個主要過程

四大发明是關於中國科學技術史的一種观点，是指古代中國的四种發明，一般是指造纸術、指南針、火藥及印刷術。

## 演变
“三大发明”最早由英国哲学家弗兰西斯·培根提出，后来被麦都思、马克思等学者认同。
培根在《新工具》里指出：“印刷术、火药、指南针这三种发明已经在世界范围内把事物的全部面貌和情况都改变了：第一种是在学术方面，第二种是在战事方面，第三种是在航行方面；并由此又引起难以数计的变化来：竟至任何教派、任何帝国、任何星辰对人类事务的影响都无过于这些机械性的发现了。”后来马克思承袭了培根的说法，提到：“火药、指南针、印刷术——这是预告资产阶级社会到来的三大发明。火药把骑士阶层炸得粉碎，指南针打开了世界市场并建立了殖民地，而印刷术则变成了新教的工具，总的来说变成了科学复兴的手段，变成对精神发展创造必要前提的最强大的杠杆。”但是培根与马克思并没有将这三个发明归于中国。
英国汉学家麦都思也沿袭培根的说法，指出：“中国人的发明天才，很早就表现在多方面。中国人的三大发明（指南针，印刷术，火药），对欧洲文明的发展，提供异乎寻常的推动力。”
来华传教士、汉学家艾约瑟最先在上述三大发明中加入造纸术，他在比较日本和中国时指出“我们必须永远记住，他们 ( 指日本 ) 没有如同印刷术、造纸术、指南针和火药那种卓越的发明。”
美国学者托马斯·弗朗西斯·卡特在1925年出版的《中国印刷术的发明和它的西传》一书序言中首次明确提出“四大发明”的说法：“四大发明（Four Great Inventions）在文艺复兴之初之欧洲的流播，对近代世界的形成起过重大作用。……这四大发明以及其他的发明，大都源自中国。”
一說蔣介石抗戰時為振奮軍心，邀李约瑟提出“四大發明”。而李约瑟对这四大发明的赞美和强调，使得这一说法获得了中国的很大认同，并被写进了教科书。

### 造紙術

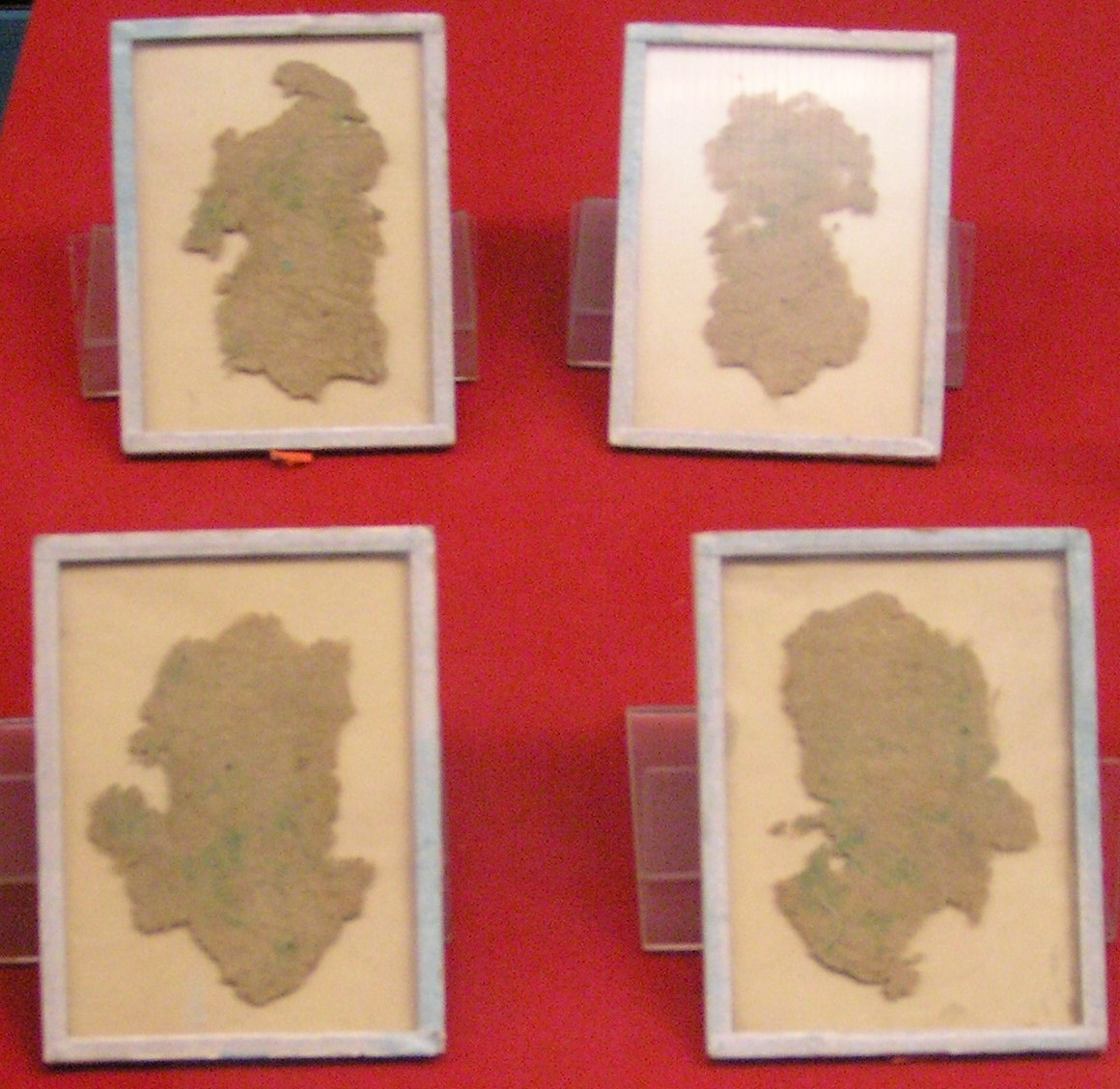
汉武帝时代（前141年-87年）用来包装纸的麻纤维织料残片

四大發明中的造紙術相傳是由東漢時代的宦官蔡倫所發明，但是也有考古證據證明，造紙術在更早時期就存在，而蔡倫只是一位改進造紙術的重要發展者、并且大规模投入商业使用。造紙術對知識的保存及資訊的流通有巨大影響。
虽然照古书记载，东汉（25年到220年）宦官蔡伦（63年到121年）发明了造纸过程，并建立了造纸新材料的使用，不过在中国发现的古老填充及包装纸制品 — 如天水放马滩纸地图 — 可追溯至前2世纪； 时至3世纪，做为书写媒介的纸已广泛为大众所使用，它取代了传统但更昂贵的媒介如竹简、帛书、木板、以及可后来入窑烧硬的湿黏土板等。 目前所知最早、上书文字的纸片是在阿拉善盟查科尔帖的一处烽火台遗迹里发现。当时正值110年，汉朝军旅在一次匈奴南侵后放弃驻防该地。 在105年由蔡伦确立的造纸过程中，将桑树树皮、麻纤维、旧亚麻布、与渔网混合物加水煮烂，均匀搅拌成泥；然后置入带芦苇织成底垫的木制平板木筛以捞起纸浆，这可在稍后抖掉水分并摊在阳光下晒乾；P.S.汤姆表示该制程后来以压制过滤、精炼、抛光方式逐渐改进，得以生产出表面光滑、质地强韧的纸张。

### 指南針

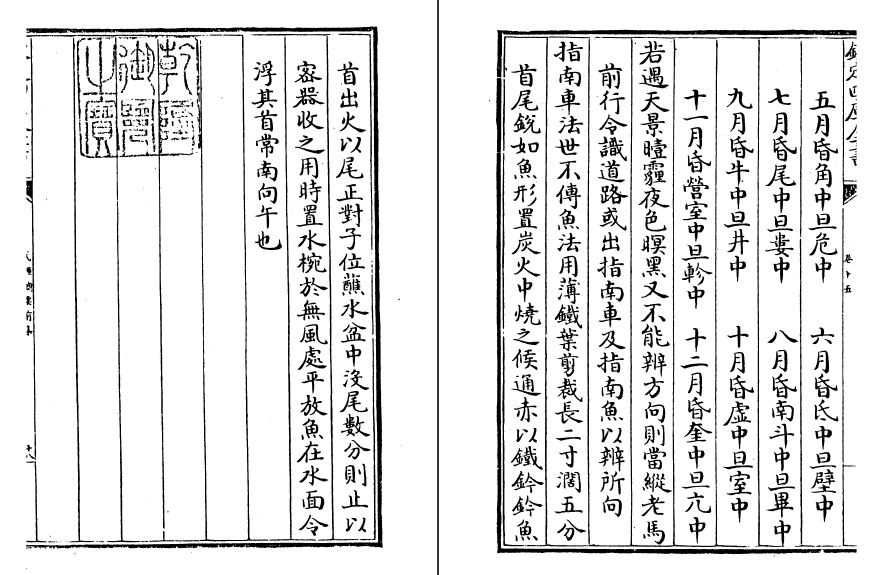
1044年武经总要记述指南鱼

四大發明中的指南針前身為中國古代的司南。是一種用於指示方向的工具，廣泛應用於航海、野外探險等領域。早在古代已對貿易、戰爭和文化交流造成深遠影響。

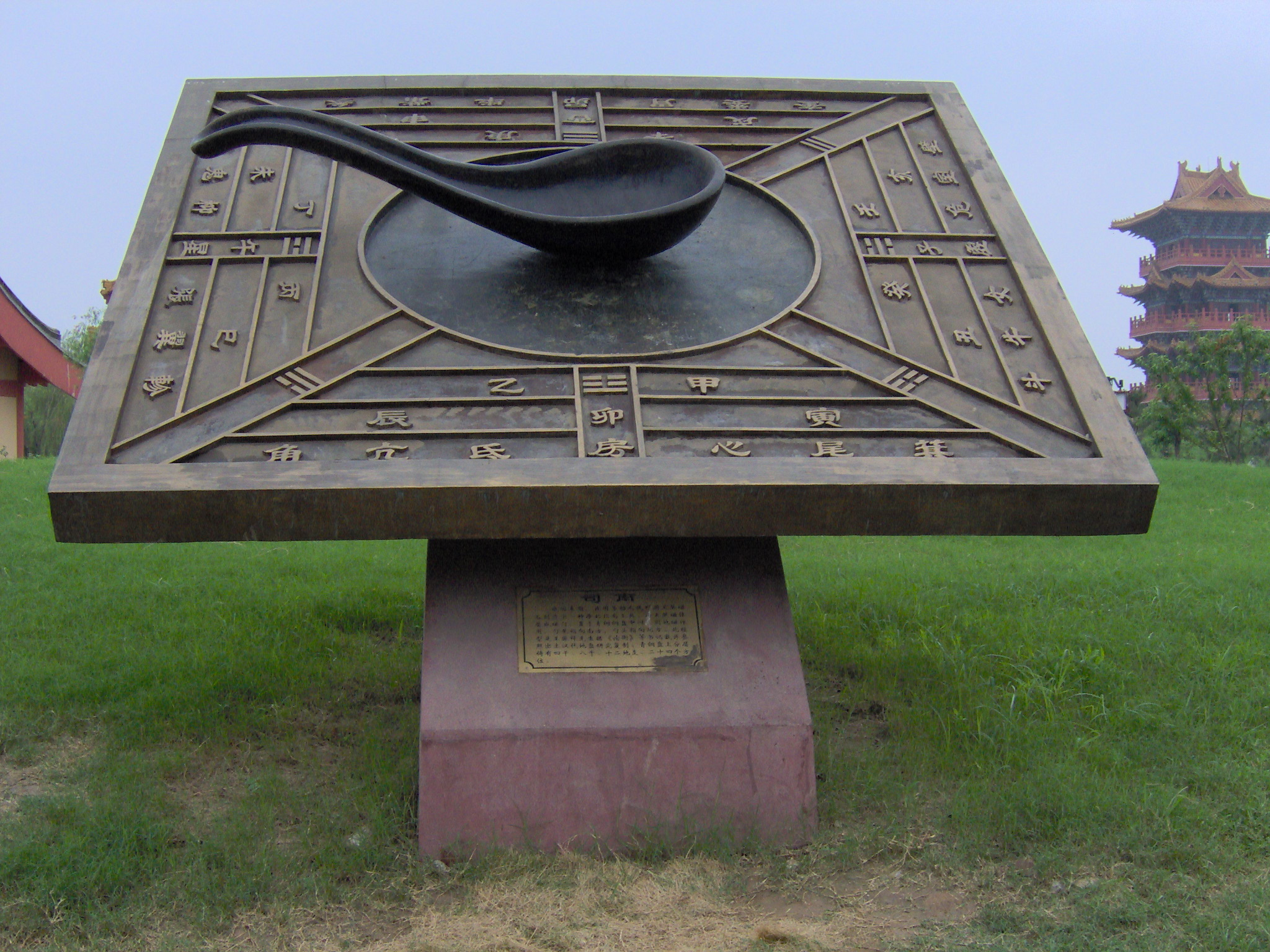
在开封展示的勺碗形、用于汉朝（前202年-220年）风水堪舆的指南针模型。

在墨西哥韦拉克鲁斯州圣罗伦索特诺奇提特兰，一件来自奥尔梅克时代的古老赤铁矿手工艺品可追溯到大约前1000年，显示在当时中美洲有可能使用天然磁石的指南针，远较在中国所發明者年代更为久远。然而奥尔梅克文明中并不懂得如何提炼生铁，中国老祖先当时已发现如何提炼生铁，并将之与天然磁石接触以进行磁化。 古文献对天然磁石吸引铁以制备磁铁的描述于《管子》、《吕氏春秋》、 和《淮南子》 中提及。 到了汉朝（前202年-220年）开始使用指南北天然磁石磨制的勺碗状指南针，用来占卜与风水堪舆，尚未用在导航方面。 东汉王充（27年-约97年）在其所著《论衡》卷17是应篇第52说「司南之杓，投之于地，其柢指南」。 虽根据根据李约瑟（1986）的研究，《论衡》卷16乱龙篇第47说提及另外两处相同文字提及磁铁吸力， 但学者李书华（1954）认为那是天然磁石，并指出，《论衡》中并没有明确提及磁铁。
1044年出版的北宋曾公亮《武经总要》前集卷十五描述了用人造磁铁片制作指南鱼：将铁片或者钢片剪裁成鱼状，放入炭火烧红，尾指北方斜放入水，便形成热剩磁的指南针，可放在盛水的碗内，透过剩磁与地磁感应作用指南。《武经总要》记载该装置与纯机械的指南车并用于导航。
宋朝（960年-1279年）的沈括在其1088年著述《梦溪笔谈》中是第一位准确地描述地磁偏角（即磁北与正北间的差异）和利用磁化的绣花针做成的指南针的人， 而朱彧（活跃于12世纪）在其1119年发表的《萍洲可谈》中是第一位具体提到利用指南针在海上航行的人。
1123年宋朝派遣使臣取海路出使朝鲜，《宣和奉使高丽图经》记载用水浮指南针导航：“是夜洋中不可住，维观星斗前迈。 若晦冥，则用指南浮针， 以揆南北”
宋代的航海指南针，除“南北”，还未见有其他方位。四十八方位罗盘用于航海的文献纪录，最早见于元代周达观《真腊风土记》：“自温州开洋，行丁未针。历闽、广海外诸州港口，过七洲洋，经交趾洋到占城。又自占城顺风可半月到真蒲。又自真蒲行坤申针，过昆仑洋入港”。
明朝永乐年间随郑和下西洋的巩珍在《西洋番国志》的《自序》中叙述应用水浮罗盘的情况：“往还三年，经济大海，绵邈弥茫，水天连接，四望迥然，绝无纤翳之隐蔽。惟日月升坠，以辨西东，星头高低，度量远近。斫木为盘，书刻干支之字，浮针于水，指向行舟”。
到了元代，指南针一跃而成海上指航的最重要的仪器了。不论昼夜晴阴都用指南针导航了。而且还编制出使用罗盘导航，在不同航行地点指南针针位的连线图，叫做“针路”。船行到某处，采用何针位方向，一路航线都一一标识明白，作为航行的依据。 

### 火药

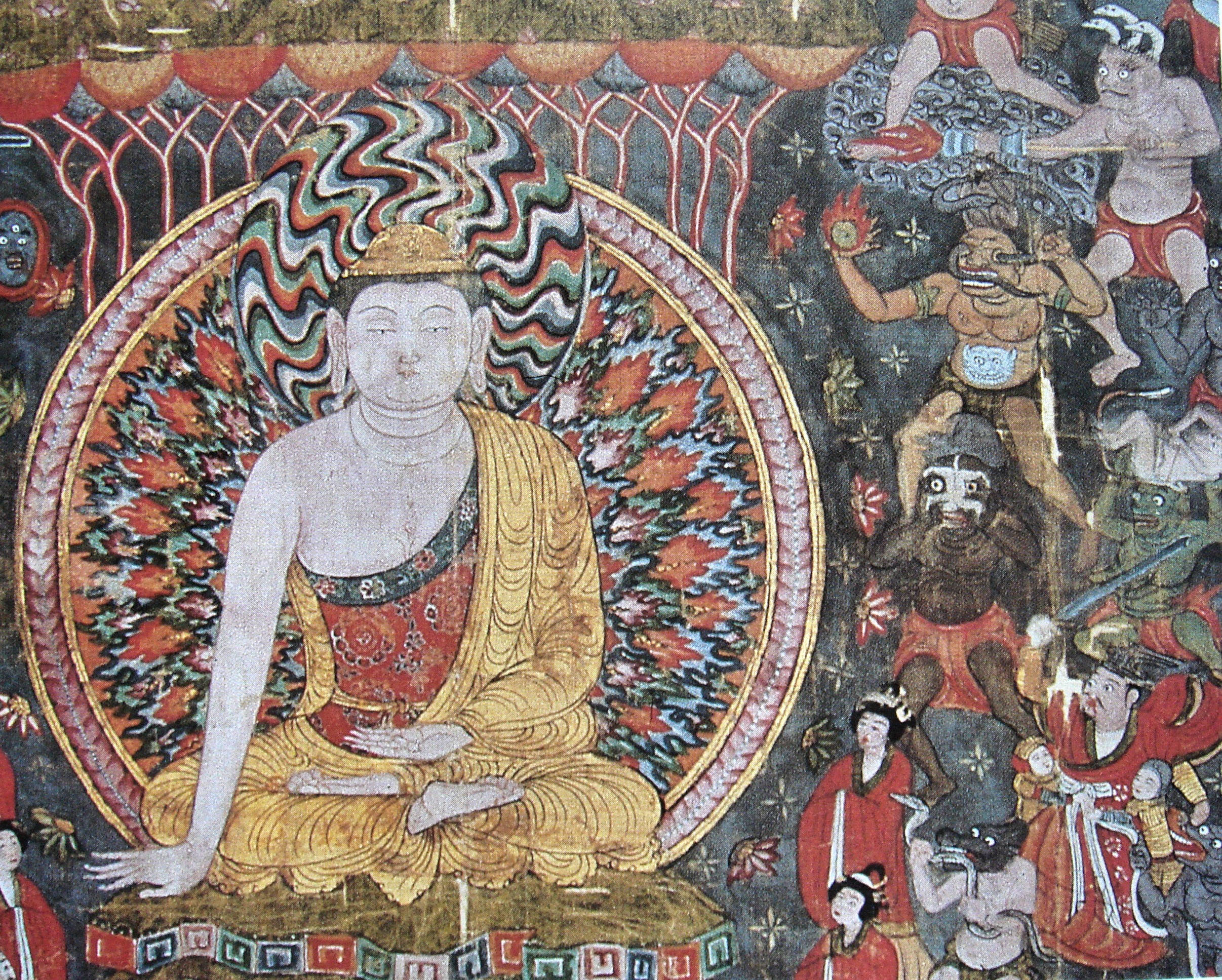
绢画《降魔变》是中国最早的火药火枪使用艺术描绘，于五代十国时期（907年-960年）绘成，在敦煌莫高窟被发现

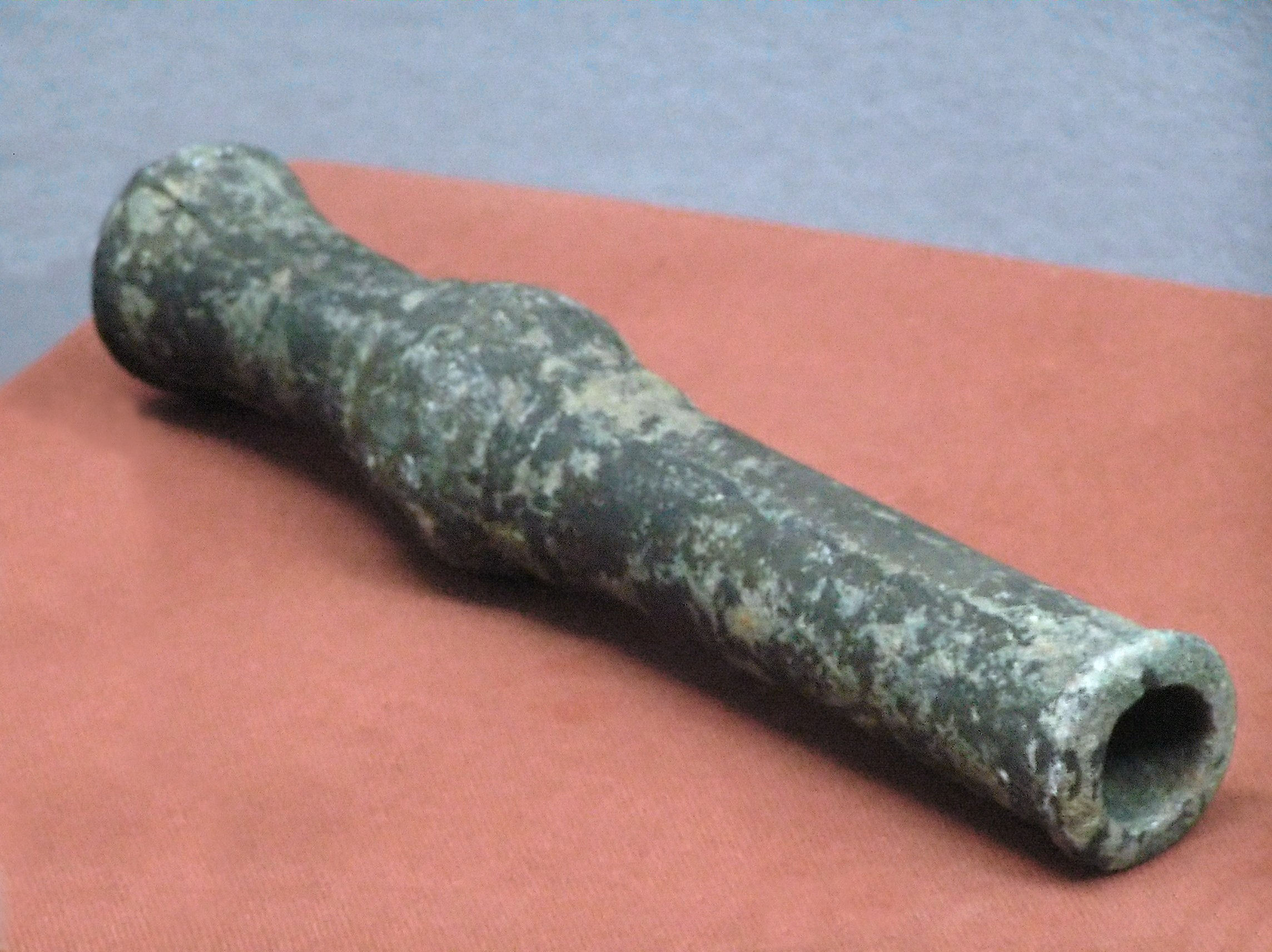
元代火铳

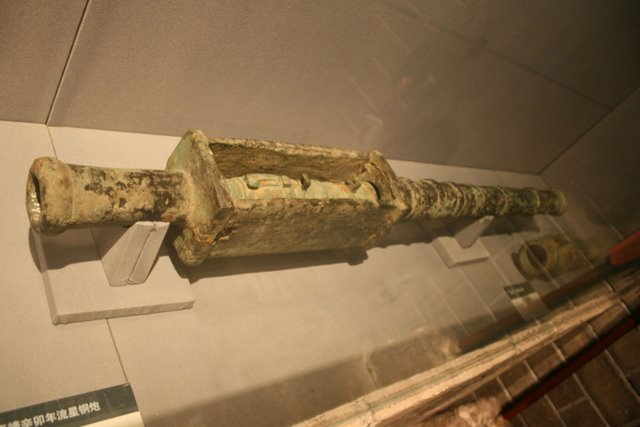
明代火炮

四大發明中的火藥除了可製作煙花和炮仗等，亦是一種炸藥，被運用到戰爭上成為軍事用途。據載起源於唐朝甚至秦朝。宋朝时期，約12世紀中期已经发展出具有一定杀伤力的单兵火器（火铳）以及連發式火器（连铳）用于弥补当时宋人战斗力不及金人的劣势。中国在实用性火器的使用上早于欧洲五个世纪左右。
而歐洲人約在13世紀時才懂得黑火藥的作用，而經過數個世紀的發展與改良，主要是粒狀火藥和火帽等發明，黑火藥兵器乃逐步取代冷兵器，在陸地戰爭戰術、攻城築城技術以及海軍戰列艦的發展和戰術等各方面，造成革命性的影響，而黑火藥作為爆炸藥和推進劑，一直到十九世紀中後期才逐漸被無煙火藥、三硝基甲苯、苦味酸、季戊炸藥、旋風炸藥等新發明的炸藥所取代，這些新炸藥則不是中國人的發明。
虽然有证可查的首次火药使用是在五代十国（907年-960年），不过已知最早火药配方的书面记录是在宋朝年间（960年-1279年），由曾公亮、丁度、和杨惟德在1044年《武经总要》里的记述。《武经总要》描述火药用于旋风车炮抛射引火球抛过城墙，或者用铁鍊操作降低甩摆高度以击碎城墙。由水军船只搭载的霹雳炮（一种用火药弹丸的投石机）使得宋军在1161年采石之战大败金军，而元朝（1271年-1368年）在1274年和1281年两次入侵日本时使用过铁火炮。在13和14世纪期间，火药配方杀伤力变得更加强大（硝酸盐含量高达91%），且火药武器更为先进更为致命，这在明朝（1368年－1644年）由焦玉（活跃于14世纪至15世纪初）与刘基（1311年－1375年）军事著作《火龙经》中充分体现，书中记述铁铸轰天猛火火炮、攻城喷火器、地煞神机炮〔地雷〕、毒火药配方等军火。该书于刘基死后不久完成并由焦玉作序于1412年在南阳出版。

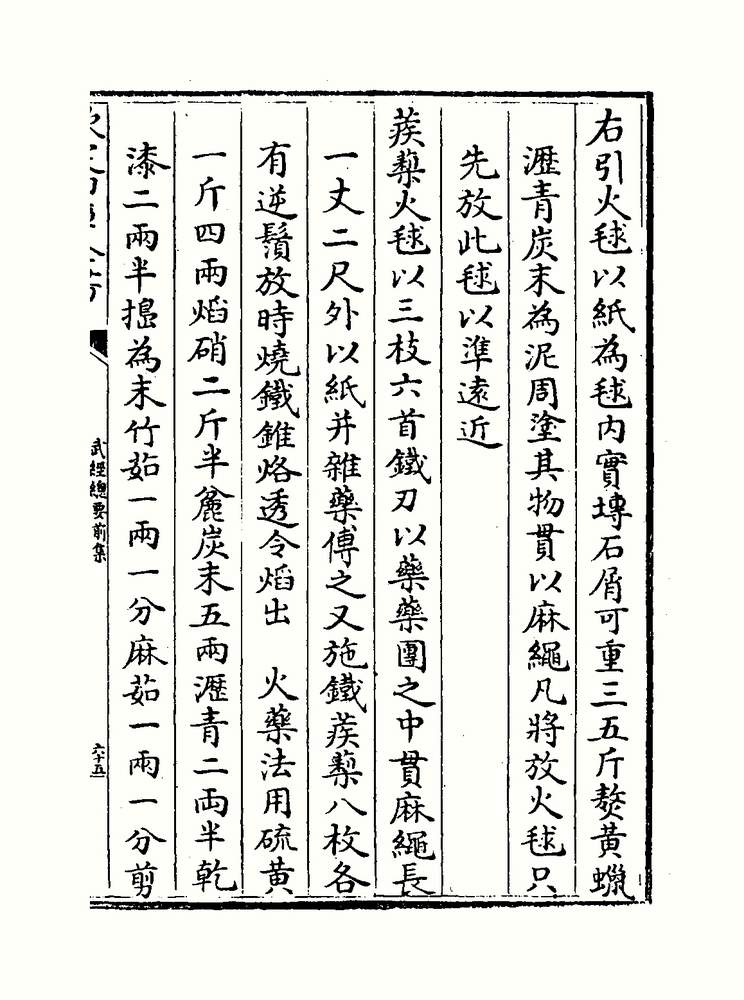
武经总要全前集卷十二 火药制法
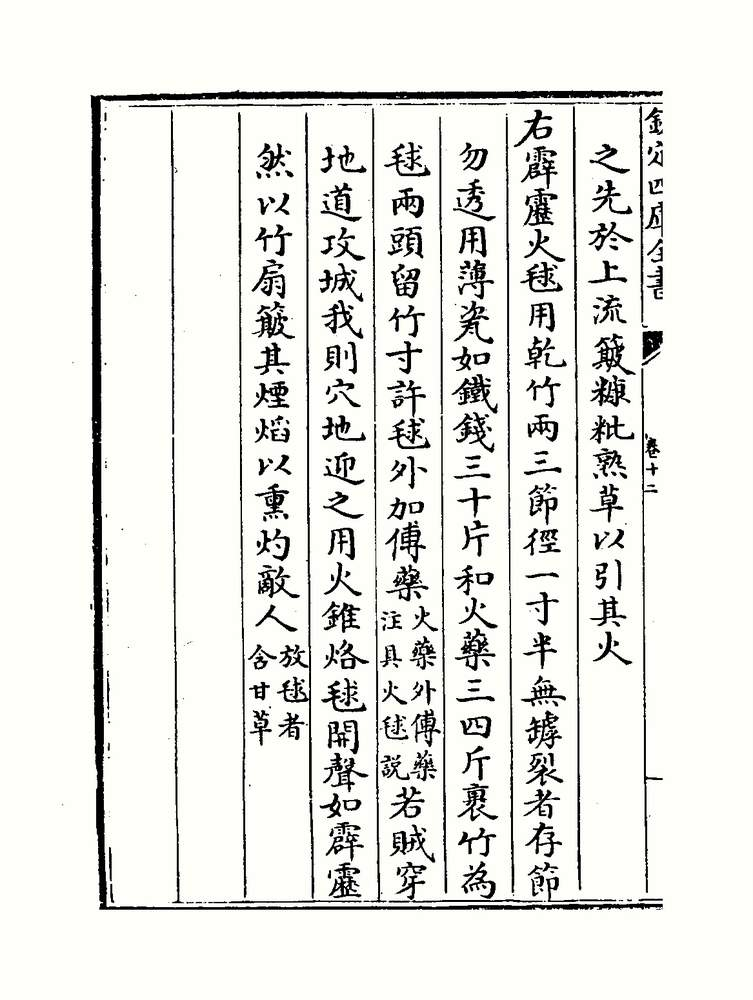
霹雳火球制法
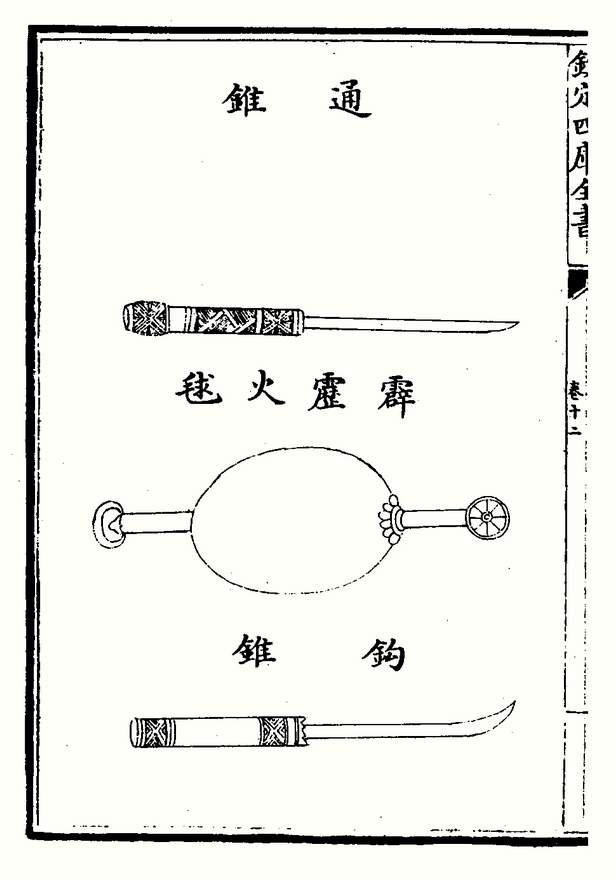
霹雳火球图
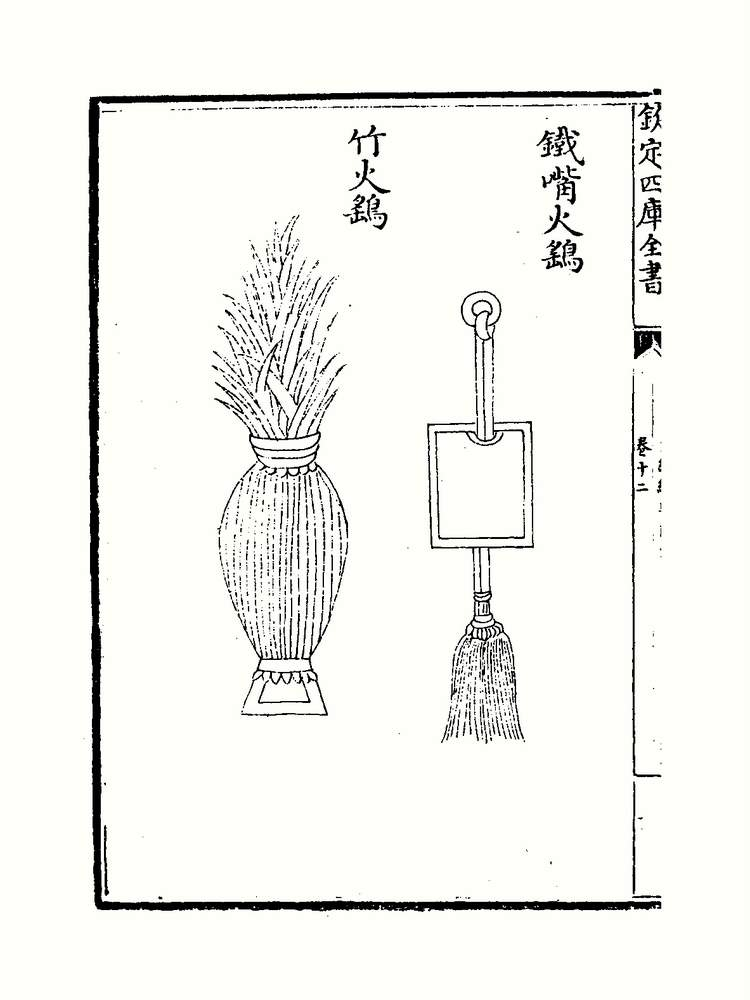
武经总要 竹火鷂 鐵嘴火鷂
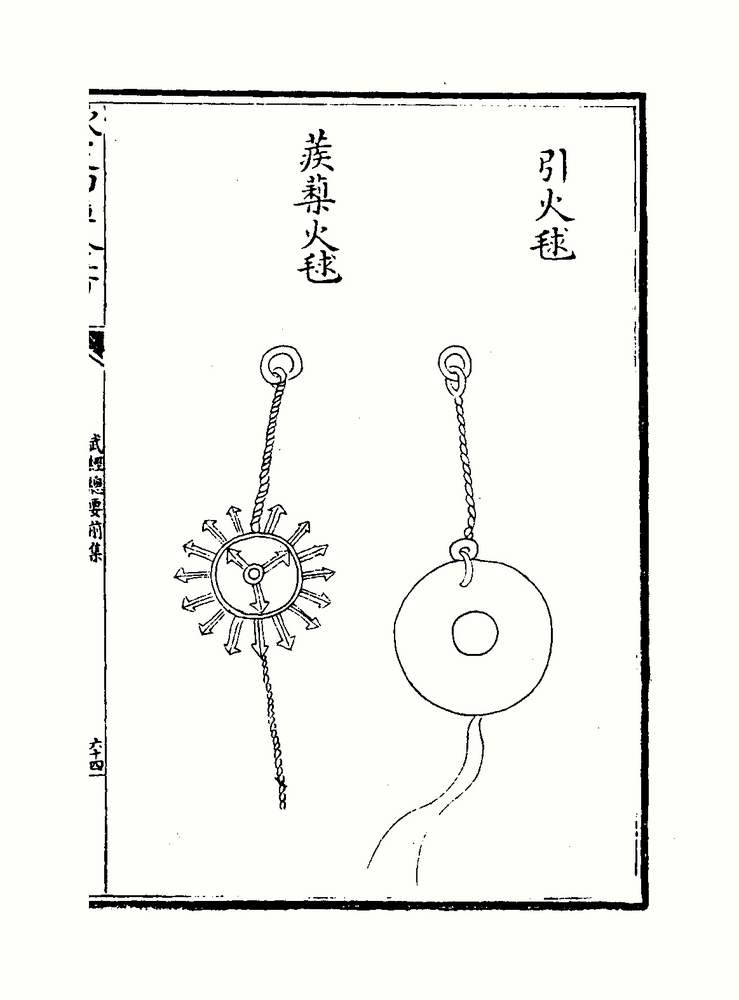
武经总要 火球图
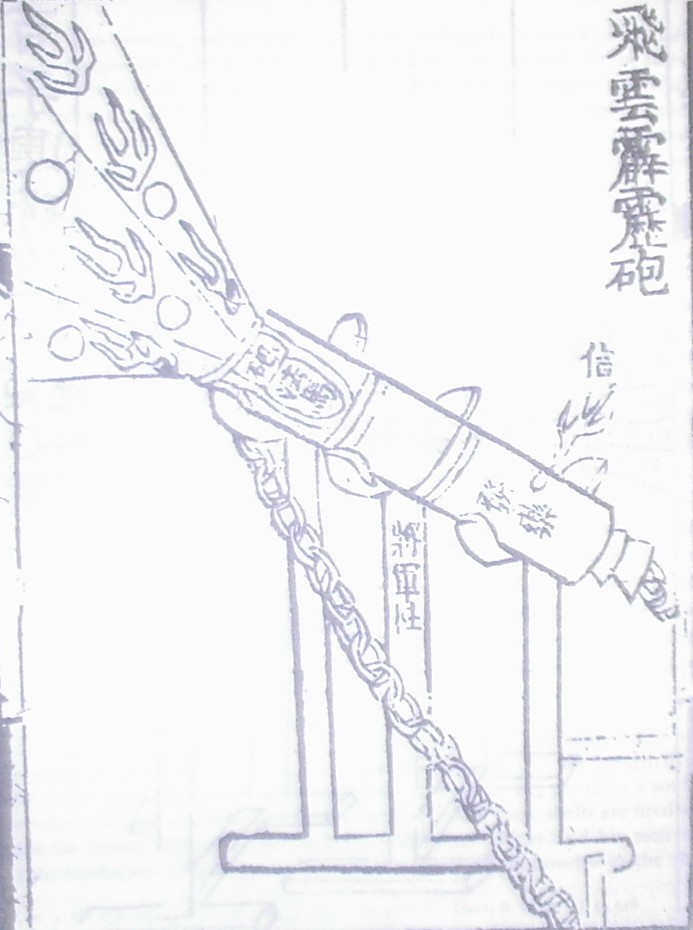
火龙经飞云霹雳炮
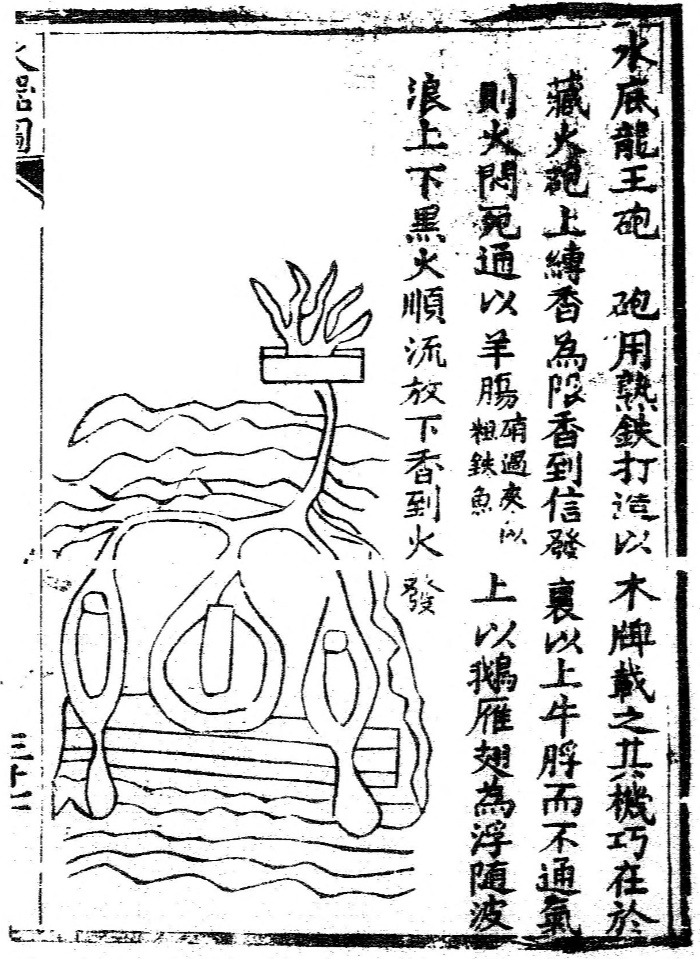
火龙经水雷

### 印刷术

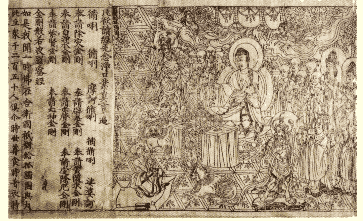
金刚般若波罗蜜经是已知最古老的印刷书籍，在868年出版（唐朝（618年-907年）期间）

據載是北宋時期畢昇發明了膠泥活字印刷術，被認為是世界上最早的活字印刷技術。但四大發明中的活字印刷术并非現代印刷術的前身，而据李约瑟所论北宋制的胶泥活字印刷术有许多劣势的地方。它與造紙術一樣對知識的保存和流通造成影響。另外，印刷术的发展与早期的印章无直接关系，古代印章在古埃及、古希腊、两河流域都有使用。美国考古学家在中亚土庫曼斯坦安納烏曾于2000年10月发掘出距今4300年的中亚印章，其文字仍有待考证。
雕版印刷：目前发现最早的雕版印刷成品是一单页版梵文撰写的《陀罗尼经》，该经是印在亚麻纸上，于650年至670年间出版，且在1974年于西安附近的唐代陵墓出土。 1966年，考古学家在韩国发现了一本微型《陀罗尼佛经》，该经内含唐朝女皇武则天（约690年-705年）颁行的则天文字。学者断定该经不早于704年，后来被珍藏在一座建于751年统一新罗时代的舍利塔里。 不过，已知最早一般大小的印刷出版书籍，是唐代（618年-907年）间刊行的《金刚经》。该经长5.18米（17英尺），卷轴格式，可追溯到唐懿宗咸通9年农历4月15日（即868年）。 学者李约瑟和钱存训（Tsien Tsuen-hsuin）的记述表示金刚经的书法雕刻远较较早印行的單页版陀罗尼经更为先进，更为精巧。 另外，两个最古老的印刷农历日期为877年和882年，它们是在当时佛教圣地敦煌被发现；学者伊沛霞（Patricia Ebrey）写道，某些最早期印刷品为历书的发现并不出人意料，因为中国老祖先认为计算并标下哪天是否为黄道吉日有其必要。

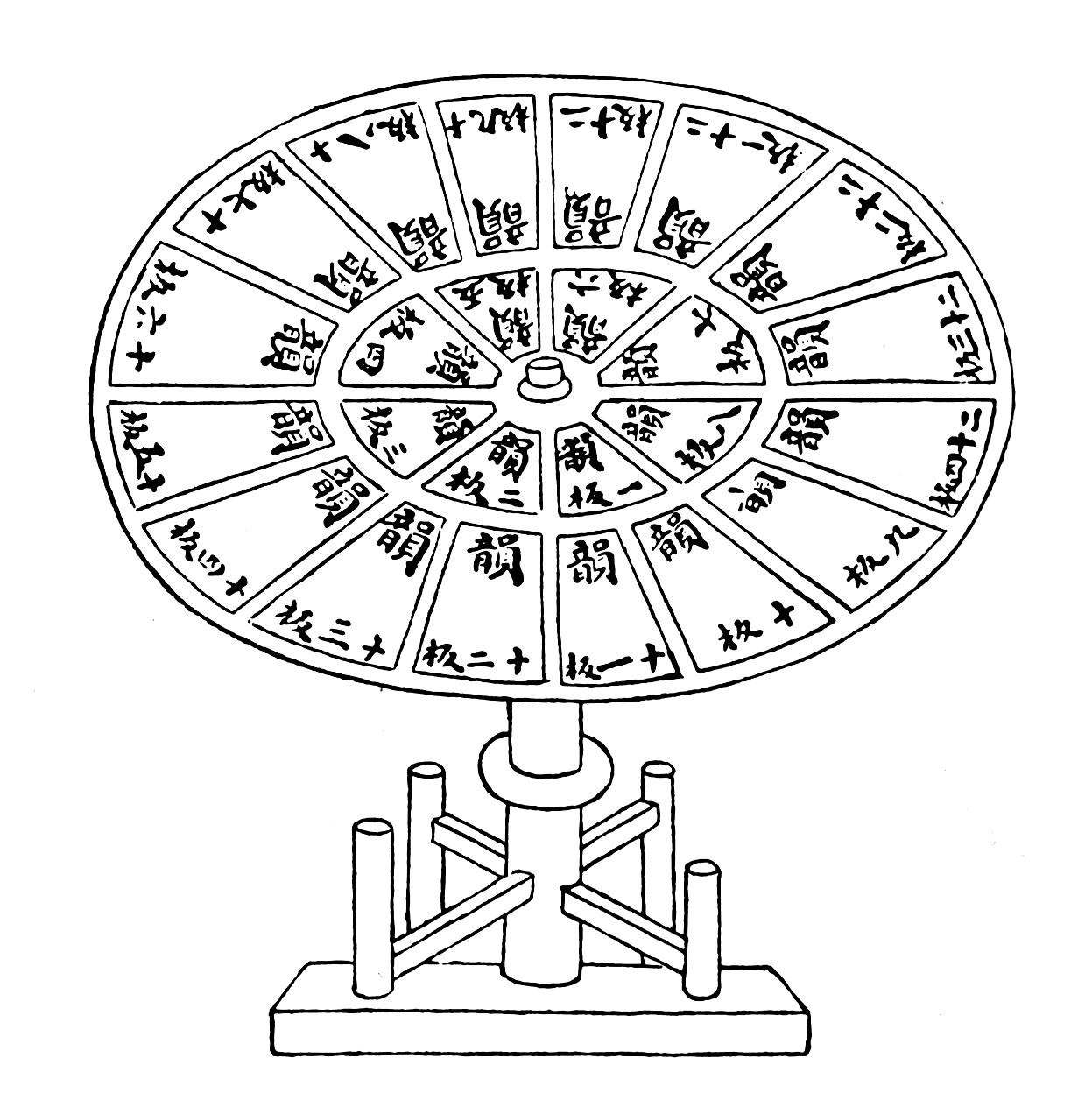
王祯（活跃于1290-1333年）于1313年所著《王祯农书》附撰《造活字印书法》中的插图显示在原型表的区间内依照音韵方式排列的活字

活字印刷：宋朝（960年-1279年）沈括是第一位描述活字印刷过程的学者，在他写于1088年的著作《梦溪笔谈》中，将此发明归于不知名的工匠毕升（990年-1051年）。 随著烧结陶土字符的使用，沈括描述毕升制作字形、捡字排列、印刷、并在印刷后拆解留待后来使用。 毕升曾尝试木制活字，但木制活字一直要到元朝（1271年–1368年）王祯（活跃于1290年至1333年）的木模才趋完善。王祯亦将文字按照音韵组合置于有小隔间的转轮排字盘以方便捡字。 至于铜版活字要等到明朝（1368年-1644年）华燧（1439年至1513年）于1490年的印刷作品才趋完美。清朝（1644-1912年）山东泰安的学者徐志定于1718年发展出瓷版印刷。

## 学界争论

### 中国西传说
意大利数学家杰罗姆·卡丹（Candan Jerome，1501-1576）于1550年最早提出磁罗盘、印刷术和火药是中国的三大发明，并认为它们是“整个古代没有能与之相匹敌的发明”。在此之后，让·博丹重申了同样的论断。
19世纪法国汉学家雷暮沙认为中国人发明的火药指南针钞票纸牌算盘和活字印刷都由蒙古传入欧洲。
指南針：宋沈括《梦溪笔谈》明确记载，中国宋代已有水罗盘和旱罗盘：
- 水罗盘一种：将磁针浮在水面而成。
- 旱罗盘三种：
  1. 将磁针放在指甲上；
  2. 将磁针放在碗唇；
  3. 用单独一根丝缕，沾一粒芥末大小的蜡，将将磁针悬挂。

历史上最早记载到指南针用于航海的是在中国北宋时期。朱彧（yù）在他的《萍洲可谈》一书中评述了当时广州航海业兴旺的盛况，同时也记述了中国海船在海上航行的情形，说道：“甲令海舶，大者数百人。小者百余人……舟师识地理，夜则观星，昼则观日，阴晦观指南针。”（《萍洲可谈》成书于1111年-1117年间，但所叙述的是1086年的事。）
一些外国学者在翻译这段文字时，误将其中的“甲令”(南宋政府的命令)一词翻译成了往来海上的阿拉伯船长的名字，因此就一错再错，得出了最早装备指南针的不是中国海船，而是阿拉伯海船的错误结论。 　　
实际上，中世纪时阿拉伯人海船船体狭小，根本无法容纳百余人。当时往来南中国海、印度洋和波斯湾之间的商船，能够容纳上百人的只有中国海船，连阿拉伯商人也经常搭乘中国海船。宋代与阿拉伯的海上贸易十分频繁，中国开往阿拉伯的大型船队有指南针导航，阿拉伯人是很容易从中国商船上学到指南针的用法的。 　
指南针大约在十二世纪末十三世纪初之际，传到阿拉伯，然后又由阿拉伯传入欧洲，后来欧洲演变出旱罗盘，再於明代时经日本传回中国。 
1584年西班牙历史学家传教士冈萨雷斯· 德·门多萨在所著《中华大帝国史》中提出，古騰堡受到中国印刷技术影响；中国的印刷术，通过两条途径传入德国，一条途径是经俄罗斯传入德国，一条途径是通过阿拉伯商人携带书籍传入德国。中世纪欧洲书写都用羊皮纸卷，并无“书籍”和“印刷”的概念。古騰堡以这些中国书籍，作为他的印刷的蓝本。门多萨的书很快被翻译成法文、英文、意大利文，在欧洲产生很大影响。法国历史学家路易·勒·罗伊，文学家米歇尔·德·蒙田等，都同意门多萨的论点。漢學家安田朴曾以“歐洲中心論欺騙行為的代表作：所謂古登堡可能是印刷術的發明人”為題，論證歐洲的活字印刷術來源於中國。。
1240年前后，阿拉伯人从中国获得到火药的知识，称来自东方的硝石为“中国雪”，他们还知道烟花爆竹，称之为“中国花”，又称火箭为“中国箭”
。
恩格斯在《德国农民战争》一文中明确指出：“…一系列的发明都各有或多或少的重要意义，其中具有光辉的历史意义的就是火药。现在已经毫无疑义地证实了，火药是从中国经过印度传给阿拉伯人，又由阿拉伯人和火药武器一道经过西班牙传入欧洲。”
英国汉学家麦都思指出：“中国人的发明天才，很早就表现在多方面。中国人的三大发明（航海罗盘，印刷术，火药），对欧洲文明的发展，提供异乎寻常的推动力” 　　
来华传教士、汉学家艾约瑟最先在上述三大发明中加入造纸术，他在比较日本和中国时指出“我们必须永远记住，他们(指日本)没有如同印刷术、造纸、指南针、和火药那种卓越的发明。

### 西方独立发明说
现代有西方学者认为：除造纸有明确的证据是由中国传到西方的外，其他三项发明并无直接证据表明是由中国传入欧洲的。在这方面，有西方学者认为，火药、指南针和活字印刷为中西方各自独立发明，但缺乏直接证据，且火药出现在欧洲的时间比中国晚了两个世纪。中国方面在时间上早于欧洲，但并未完成后续改进。欧洲虽时间上晚于中国，但在改进后传播广泛、精于改进，后世使用的火药、指南针和活字印刷直接是从欧洲改进而来的。但在欧洲之外的中亚地区，奥斯曼土耳其人也对火药做了针对性的改良，并在后期与欧洲基督教的战争中使用。
沈括早在宋朝就记载中国的磁针既有指南的也有指北的（一个指针指南的同时，另一端也会指向北方），但有人却认为中国的指南针一直是指南的，所以叫指南针。而西欧的compass从一开始就是指向北方，因此叫指北针。另外，欧洲最初期的罗盘，只有十六个方位标示，少于同时期中国的二十四个。这可能表明中欧应当是独立发明指南针的。而现在使用的指南针都指向北方，是由欧洲指北标准发展而来的。
虽然中国在活字印刷的时间上可能稍早于西欧，但没有证据表明活字印刷从中国传入西欧，中欧方交通的必经之地——沿途的阿拉伯国家并未发现活字印刷的相关文物，甚至还一度阻碍了中欧交往。
毕升的活字印刷術在中国本土因单个汉字数目庞大必须制造大量活字，不如拼音字母活字简单，应用不太广泛，出土活字文物不多。1965年在浙江温州发现的《佛说观无量寿佛经》，是活字残本。十三世纪末出现木刻活字和陶瓷活字。1490年有华隧的铜活字本。1733年清世宗雍正，诏令制木刻活字，二十五万余枚木刻活字，在一年内全部完成。 一直到19世紀的晚清之前，中國的印刷多用雕版印刷。

### 處罰
2019年，电子科技大学教师郑文锋因在QQ群質疑「四大发明在世界上都不领先，也没有形成事实上的生产力」被學校暫停2年的教学工作。

## 中國的其他發明
有人認為中国有不少发明创造，根本不止四大发明，亦有中國学者认为李约瑟对中国的发明过分拔高。
在《全球通史》 一書中曾列出古代中國傳播給西方並對其造成影響的諸多發明，當中包括：
方板鏈泵、輪式碾磨機、水力輪式碾磨機、水力冶金鼓風機械、葉片式旋轉風選機、活塞風箱、拉式紡機、手搖紡絲機械、獨輪小車、火車掛鉤、航海運輸、車式碾磨機、耕畜輓具、馬蹬、胸帶輓具、軛、石弓、風箏、直升飛機螺旋漿、活動連環畫轉筒、深鑽孔法、鑄鐵、卡丹式懸架、平圓拱橋、鐵索橋、運河船閘閘門、航海製圖法、船尾舵、火藥、火藥用於戰爭技術、磁羅盤（磁石匙）、磁針羅盤、磁羅盤用於航海、紙、雕版印刷、活字印刷、金屬活字印刷、瓷器
由於四大發明的說法來自於西方，因此近來有不少中國學者如余秋雨、王渝生等認為四大發明並不能代表古代中國的最高科技成就，並提出了新四大發明的說法。
此外，羅伯特·坦普爾基于李约瑟而提出中国一百发明之说，著 The Genius of China 一书，获得李约瑟肯定，作长达三页的序言，称之为自己《中国科学技术史》丛书的光辉缩写。

### 引用
1. 1 2 3 4  Al-Bakhit,
 M. A., Bazin,  L. , Cissoko, S. M., Asimov, M. S., Gieysztor, A., "History of Humanityltural Development: From the Seventh to theth Century (Vol 4)" 43-5, Unesco (May 2000). ISBN 978-92-3-102813-7.
2. ↑  Needham, Joseph (1986), "Science and Civilisation in China: Volume 5, Chemistry and Chemical Technology; Part 1, Paper and Printing (Pt.1)" p.148, Cambridge University Press. ISBN 978-0-521-08690-5.
3. ↑  在线新華字典. .   [2017-12-27]. （原始内容存档于2018-12-18）.
4. 1 2  江晓原. . 解放日报. 2011-09-11: 08  [2011-09-13]. （原始内容存档于2011-12-19）.
5. ↑  W.H. Medhurst:China, its State and Prospects  p101-107 麦都思:《中国的现状和传教展望》，1838
6. ↑  Joseph Edkins， Religion in China， p2  London， 1884。艾约瑟 《中国的宗教》1884
7. ↑  刘瀛璐. . 国家人文历史. 2020, (19).
8. ↑  Carter, Thomas Francis. . . New York, Ronald Press Co. 1955.
9. ↑  . suntw.net.   [2021-01-26]. （原始内容存档于2021-02-11）.
10. ↑  . 知乎专栏.   [2021-01-26]. （原始内容存档于2021-02-11） （中文）.
11. ↑  . science.caixin.com.   [2021-01-26]. （原始内容存档于2021-02-11）.
12. ↑  Buisseret (1998), 12.
13. ↑  Needham (1986), Volume 5, Part 1, 1–2, 40–41, 122–123, 228.
14. ↑  Bowman (2000), 594.
15. 1 2  Tom (1989), 99.
16. 1 2  Day & McNeil (1996), 122.
17. ↑  Cotterell (2004), 11–13.
18. ↑  Cotterell (2004), 11.
19. 1 2  Li Shu-hua (1954), 176, 180.
20. ↑  Carlson (1975), 753–760.
21. ↑  见《管子》地数第七十七，原文：「……黄帝曰：『若此言可得闻乎？』伯高对曰：『上有丹沙者，下有黄金。上有慈石者，下有铜金。上有陵石者，下有铅锡赤铜。上有赭者，下有铁。』……」
22. ↑  见《吕氏春秋》卷九，原文：「……慈石召铁，或引之也。……」
23. ↑  见《淮南子》卷十六　说山训，原文：「……慈石能引铁，及其于铜，则不行也。……」
24. ↑  Blanc (1985), 125, 128, 132–133, 136.
25. ↑  Knoblock (2001), 218.
26. ↑  Rickett (1998), 424.
27. ↑  Carlson (1975), 755.
28. 1 2  Gernet (1962), 77.
29. ↑  Tom (1989), 98–99.
30. ↑  Lacheisserie (2005), 5
31. ↑  Aczel (2002), 80.
32. ↑  Needham (1986), Volume 4, Part 1，见注脚261.f指的是是应篇第52的杓，而注脚232.d指的是乱龙篇第47的磁石（见《论衡》是应篇第五十二，原文：「……司南之杓，投之于地，其柢指南……」 & 乱龙篇第四十七，原文：「……顿牟掇芥，磁石、钩象之石非顿牟也，皆能掇芥，土龙亦非真，当与磁石、钩象为类。六也。……」）
33. ↑  见《武经总要》前集卷十五乡导，原文：「……或出指南车及指南鱼以辩所向。指南车法，世不传。鱼法，用铁叶剪裁，长二寸，阔五分，首尾锐如鱼形，置炭中，火烧之，候通赤（以铁钤钤鱼首，出火，以尾正对子位，醮水盆中，没尾数分，则上以密器收之。用时置水碗于无风处，平放鱼在水面，令浮其首），当南向午也。」
34. ↑  Needham (1986), Volume 4, Part 1, 252.
35. ↑  Sivin (1995), III, 21.
36. ↑  Temple (1986), 155–157.
37. ↑  见《梦溪笔谈》卷二十四杂志一
38. ↑  见《萍洲可谈》卷二
39. 1 2  Bowman (2000), 599.
40. ↑  Sivin (1995), III, 21–22.
41. ↑  Needham (1986), Volume 4, Part 1, 279.
42. ↑  Elisseeff (2000), 296.
43. ↑  Gernet (1996), 328.
44. ↑  day mcneil 1996 636
45. ↑  J.蓋. . 三聯出版社. ISBN 9620417305.
46. ↑  Needham, Volume 5, Part 7, 8–9, 80–82.
47. ↑  ；见《武经总要》前集 卷十二
48. ↑  Needham (1986), Volume 5, Part 7, 70–73, 120–124.
49. 1 2  Gernet (1996), 311.
50. ↑  Day & McNeil (1996), 785.
51. ↑  Needham (1986), Volume 5, Part 7, 24–25, 345–346.
52. ↑  Needham, Joseph (1986), "Science and Civilisation in China: Volume 5, Chemistry and Chemical Technology; Part 1, Paper and Printing (Pt.1)" p.220-21, Cambridge University Press. ISBN 978-0-521-08690-5.
53. ↑   (PDF).   [2012-11-03]. （原始内容 (PDF)存档于2013-10-08）.
54. ↑  Pan (1997), 979–980.
55. ↑  Needham (1986), Volume 5, Part 1, 149–150.
56. 1 2 3  Needham (1986), Volume 5, Part 1, 151.
57. ↑  Ebrey (1999), 124–125.
58. 1 2  见《梦溪笔谈》卷十八 技艺
59. ↑  Needham, Volume 5, Part 1, 201–202.
60. 1 2  Gernet (1996), 335.
61. 1 2  Day & McNeil (1996), 70.
62. ↑  Needham (1986), Volume 5, Part 1, 202.
63. ↑  Needham (1986), Volume 5, Part 1, 205–207.
64. ↑  Needham, Volume 5, Part 1, 212.
65. ↑  bowman 2000 601
66. ↑  韩琦 《中国科学的西传及其影响》  138页
67. ↑  钱存训《中国纸和印刷文化史》 第八章 《纸与印刷术的西传》
68. ↑  《中國文化西傳歐洲史》，[法]安田朴著，耿異譯，商務印書館2000年7月。
69. ↑  Kelly, Jack (2004), Gunpowder: Alchemy, Bombards, & Pyrotechnics: The History of the Explosive that Changed the World, Basic Books,2005  page 272, ISBN 978-0-465-03718-6 .
70. ↑  《技术史》（法：布鲁诺.雅科米【法国国家技术博物馆副馆长】著，北京大学出版社。Bruno Jacomy：《Une histoire des techniques》）
71. ↑  《印刷书的诞生》（法国Lucien Febvre，Henri—Jean Martin著，广西师范大学出版社，国际书号：ISBN7—5633—6315—7，◎Editions Albin Michel S A—Paris 1958 《L’apparition du livre》）
72. ↑  《大英百科全书》相关条目。
73. ↑  “其中有磨而指北者；余家指南北者皆有之。” 《梦溪笔谈》  卷二十四 杂志 一
74. ↑  《大英百科全书》
75. ↑  《技术史》（法：布鲁诺.雅科米【法国国家技术博物馆副馆长】著，北京大学出版社。Bruno Jacomy：《Une histoire des techniques》）“中国印刷术向西方逐渐发展，这令人十分惊讶，因为在中世纪末经由中亚到达埃及后，曾遭到伊斯兰教徒方面的封锁，他们拒绝使用这印刷术印刷宗教方面的著作。因此，中国印刷术的扩展停留在西方的大门口，15世纪中叶，在西方的德国又发明金属活字印刷技术，很快加以改进，这是中国在古代前没有做过的”
76. ↑  钱存训《中国纸和印刷文化史》第六章
77. ↑  . 中国新闻周刊.   [2022-02-21]. （原始内容存档于2022-07-19）.
78. ↑  .   [2010-11-14]. （原始内容存档于2011-08-16）.
79. ↑  L.S.Stavrianos 《A Global History》，北京大學出版社; 出版日期：2004-07
80. ↑  .   [2007-06-30]. （原始内容存档于2009-07-04）.
81. ↑  Joseph Needham, "I should like to give a warm welcom to this book by Robert Temple. It is in its own way, a brilliant distillation of my Science and Civilization in China" ,Preface to The Genius of China, by Robert Temple